# Niels Arden Oplev
Niels Arden Oplev (Himmerland, 26 marzo 1961) è un regista, sceneggiatore e produttore televisivo danese, noto per aver diretto il primo capitolo cinematografico della trilogia Millennium.

## Biografia
Residente a Copenaghen, Niels Arden Oplev viene da Himmerland dove ha iniziato a studiare in una scuola di un piccolo villaggio. Qui ebbe come uno dei primi maestri Ole Lund Kirkegaard, che ha saputo ispirare Niels insegnandogli approcci non convenzionali nella didattica. Dopo cinque anni passò ad una scuola più grande e centrale, diretta in un modo più disciplinato.

## Filmografia

### Cinema
- Portland (Portland) (1996)
- Fukssvansen (Fukssvansen) (2001)
- We Shall Overcome (Drømmen) (2006)
- Worlds Apart (To verdener) (2008)
- Uomini che odiano le donne (Män som hatar kvinnor) (2009)
- Dead Man Down - Il sapore della vendetta (Dead Man Down) (2013)
- Kapgang (2014)
- Flatliners - Linea mortale (Flatliners) (2017)
- Ser du månen, Daniel (2019)

### Televisione
- Unforgettable - serie TV, episodi 1x01-1x02 (2011)
- Mr. Robot – serie TV, episodio 1x01 (2015)
- Midnight, Texas – serie TV, episodio 1x01 (2017)

## Riconoscimenti
- Festival internazionale del cinema di Berlino 1996: candidatura al Golden Bear per Portland
- Giffoni Film Festival: vincitore del Free to fly 2006 come miglior film, per il film We Shall Overcome
- Festival internazionale del cinema di Berlino 2006: vincitore del Crystal Bear per We Shall Overcome
- Premio Amanda 2009: candidatura come miglior film straniero per Uomini che odiano le donne